# Lago Maloe Chantajskoe
Il lago Maloe Chantajskoe (in russo Ма́лое Ханта́йское озеро?; in italiano "Piccolo Chantajskoe") è un lago della Russia, situato nella parte meridionale della penisola del Tajmyr. Dal punto di vista amministrativo si trova nel Tajmyrskij rajon del Territorio di Krasnojarsk, nel Circondario federale della Siberia. 

## Geografia
Il lago si trova sul bordo nord-occidentale dell'altopiano Putorana a est del lago Chantajskoe cui è collegato da un largo e corto canale. Il flusso delle acque è poi regolato dal grande bacino di ritenuta di Ust'-Chantajskoe (Усть-Хантайское) da cui si diparte il fiume Chantajka, affluente dello Enisej.
Il Maloe Chantajskoe si trova  un'altezza di 62 m s.l.m., ha una superficie di 58 km² e un bacino idrografico di 401  km². Il lago ha una forma ramificata complessa, è formato da un sistema di piccoli bacini collegati da canali, alcuni dei quali hanno i loro nomi: Arbakli, Nekonda, Konči, Delimakit, Togody (Арбакли, Неконда, Кончи, Делимакит, Тогоды). Le rive sono fortemente frastagliate, coperte di vegetazione boschiva.

### Fauna
Le acque del lago abbondano di pesci: persico, luccio, Phoxinus percnurus (del genere Phoxinus) e specie del genere Rutilus.